# Cardamine anhuiensis
Cardamine anhuiensis là một loài thực vật có hoa trong họ Cải. Loài này được D.C.Zhang & C.Z.Shao mô tả khoa học đầu tiên năm 1986.